# 新家庭暦
『新家庭暦』（しんかていごよみ）は、1938年（昭和13年）製作・公開、菊池寛原作による日本映画である。松竹キネマが製作・配給した。

## キャスト
- 奈々子…桑野通子
- 母…岡村文子
- 叔父…坂本武
- 博士…奈良真養
- その娘・早苗…高峰三枝子
- 斉藤…佐分利信

## スタッフ
- 監督：清水宏
- 原作：菊池寛
- 脚本：長瀬喜伴
- 撮影：斉藤正夫